# Bligny-sur-Ouche
Pour les articles homonymes, voir Bligny et Ouche.

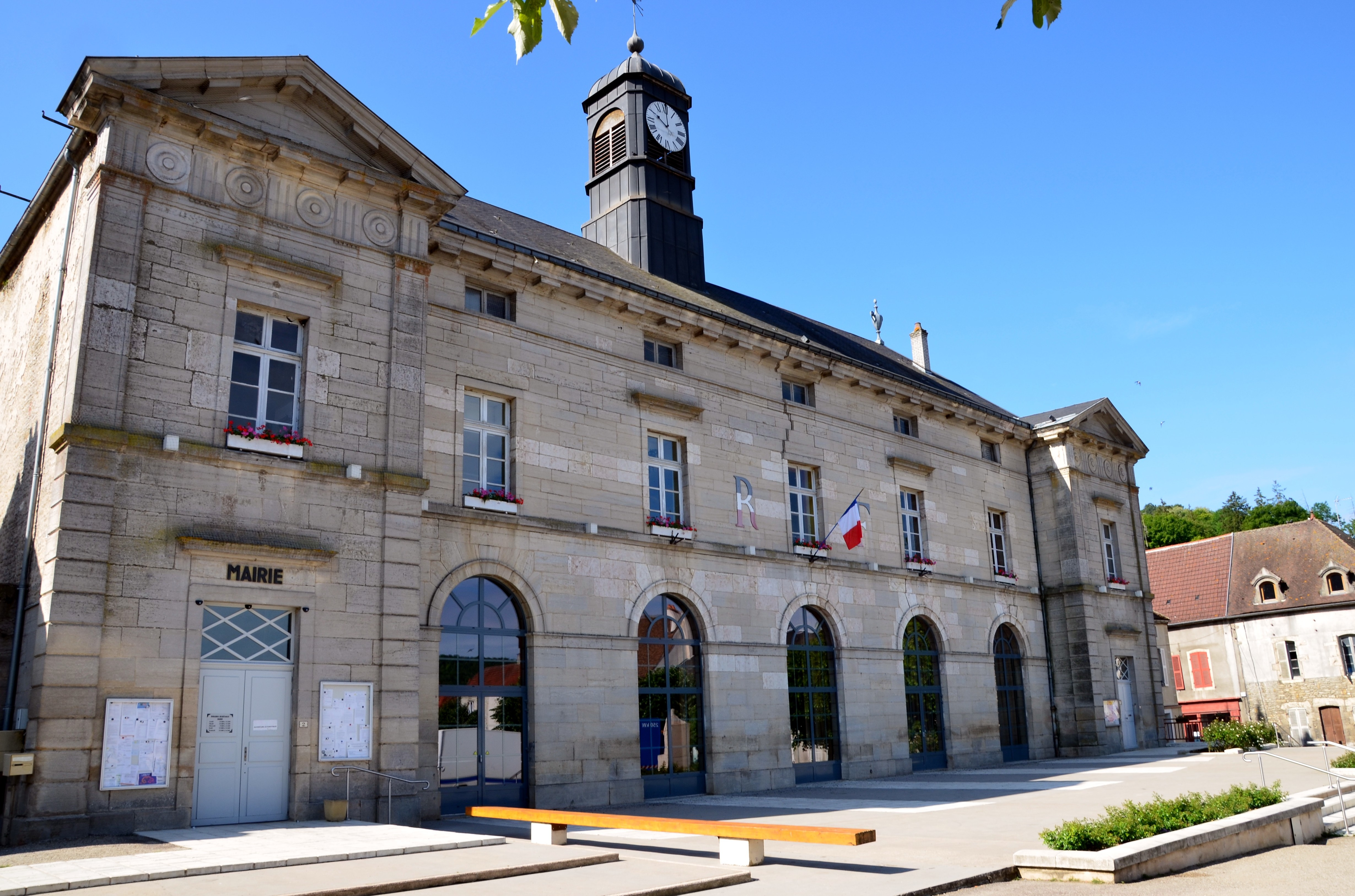
Mairie de Bligny-sur-Ouche.

Bligny-sur-Ouche est une commune française située dans le canton d'Arnay-le-Duc du département de la Côte-d'Or, en région Bourgogne-Franche-Comté.

## Géographie
Ce bourg est situé dans la haute vallée de l'Ouche, à 20 km au nord-ouest de Beaune.
L'autoroute A6 traverse le territoire communal sur le Viaduc de Pont-d'Ouche.

### Hydrographie
L'Ouche, le Ruisseau des Fontenottes et le Ruisseau du Préron sont les principaux cours d'eau qui traversent la commune.

### Communes limitrophes

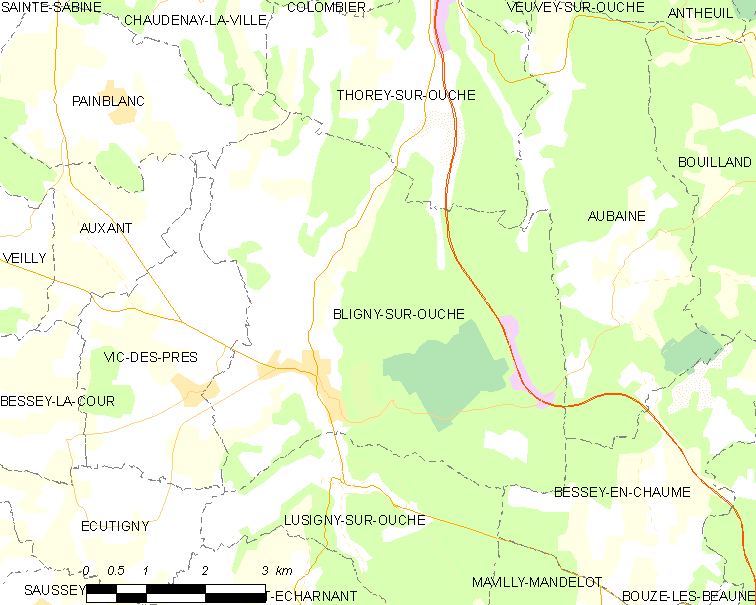
Carte de la commune de Bligny-sur-Ouche et des proches communes.

### Climat
Pour des articles plus généraux, voir Climat de la Bourgogne-Franche-Comté et Climat de la Côte-d'Or.
En 2010, le climat de la commune est de type climat des marges montargnardes, selon une étude du Centre national de la recherche scientifique s'appuyant sur une série de données couvrant la période 1971-2000. En 2020, Météo-France publie une typologie des climats de la France métropolitaine dans laquelle la commune est exposée à un climat océanique altéré et est dans la région climatique  Bourgogne, vallée de la Saône, caractérisée par un bon ensoleillement (1 900 h/an), un été chaud (18,5 °C), un air sec au printemps et en été et des vents faibles. 
Pour la période 1971-2000, la température annuelle moyenne est de 9,7 °C, avec une amplitude thermique annuelle de 16,6 °C. Le cumul annuel moyen de précipitations est de 964 mm, avec 13,3 jours de précipitations en janvier et 7,4 jours en juillet. Pour la période 1991-2020, la température moyenne annuelle observée sur la station météorologique de Météo-France la plus proche, « Bessey », sur la commune de Bessey-en-Chaume à 6 km à vol d'oiseau, est de 10,2 °C et le cumul annuel moyen de précipitations est de 831,9 mm,. Pour l'avenir, les paramètres climatiques de la commune estimés pour 2050 selon différents scénarios d'émission de gaz à effet de serre sont consultables sur un site dédié publié par Météo-France en novembre 2022.

## Urbanisme

### Typologie
Au 1er janvier 2024, Bligny-sur-Ouche est catégorisée bourg rural, selon la nouvelle grille communale de densité à 7 niveaux définie par l'Insee en 2022.
Elle est située hors unité urbaine. Par ailleurs la commune fait partie de l'aire d'attraction de Beaune, dont elle est une commune de la couronne,. Cette aire, qui regroupe 64 communes, est catégorisée dans les aires de 50 000 à moins de 200 000 habitants,.

### Occupation des sols
L'occupation des sols de la commune, telle qu'elle ressort de la base de données européenne d’occupation biophysique des sols Corine Land Cover (CLC), est marquée par l'importance des forêts et milieux semi-naturels (62,4 % en 2018), une proportion sensiblement équivalente à celle de 1990 (62,3 %). La répartition détaillée en 2018 est la suivante : forêts (60,9 %), prairies (25,8 %), terres arables (5,5 %), zones urbanisées (2,6 %), zones agricoles hétérogènes (2,3 %), milieux à végétation arbustive et/ou herbacée (1,5 %), zones industrielles ou commerciales et réseaux de communication (1,3 %). L'évolution de l’occupation des sols de la commune et de ses infrastructures peut être observée sur les différentes représentations cartographiques du territoire : la carte de Cassini (XVIIIe siècle), la carte d'état-major (1820-1866) et les cartes ou photos aériennes de l'IGN pour la période actuelle (1950 à aujourd'hui).

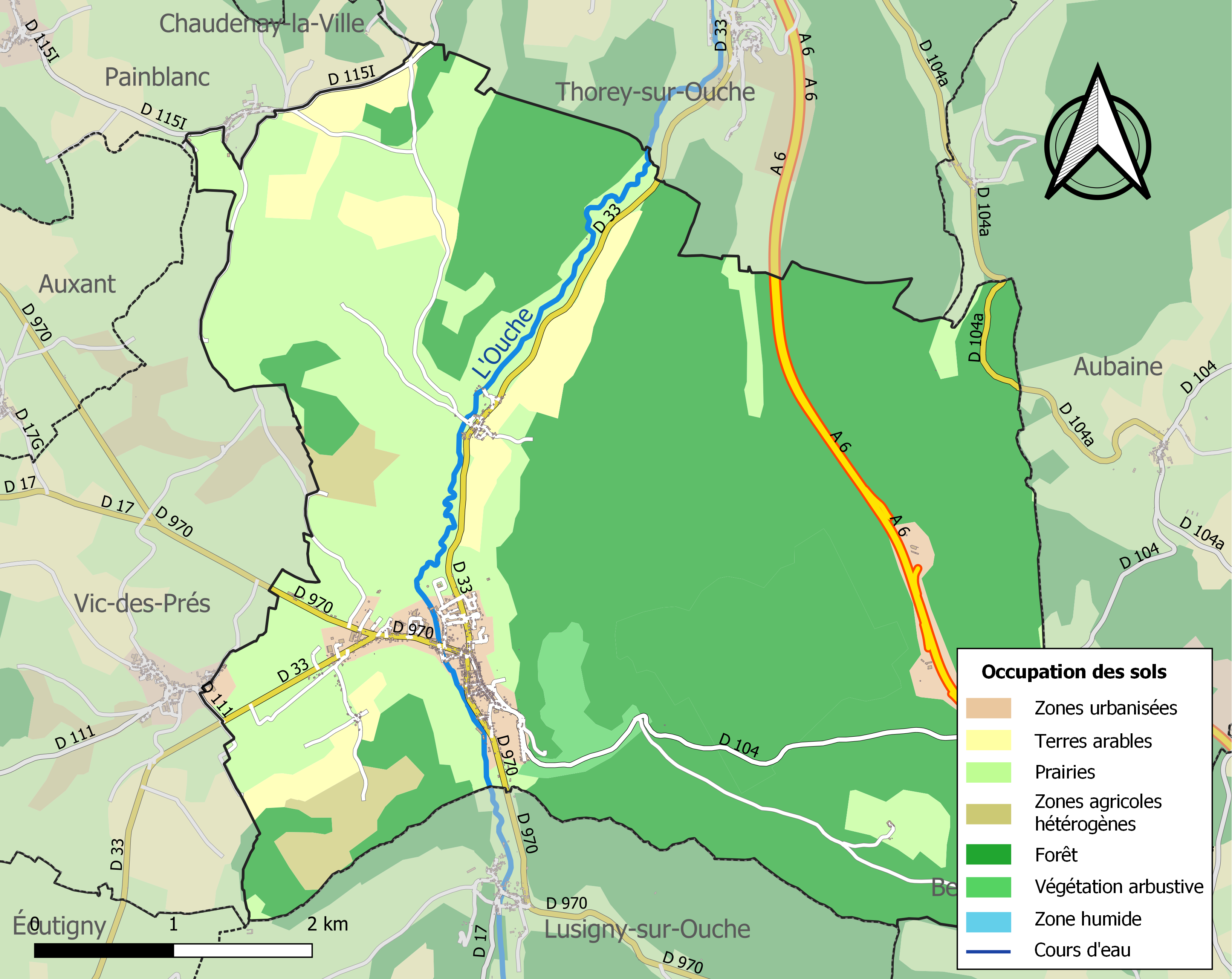
Carte des infrastructures et de l'occupation des sols de la commune en 2018 (CLC).

## Toponymie
Les premières traces écrites de Bligny-sur-Ouche remontent à 879. L'excellent ouvrage de Félix Vadot intitulé « Bligny-sur-Ouche, Côte d'Or » édité en 1928 et réédité en 1980 (mais épuisé) présente les différentes origines possibles du nom de Bligny. Il convient de rappeler que Bligny-sur-Ouche était appelé Beligny sur Oische sous l'ancienne France.
- Beligny pourrait tirer son nom de « Bel » : mot celtique qui signifie « à la tête de l'eau ». Cette explication est logique puisque Bligny a été la première bourgade construite près de la source de l’Ouche.
- Beligny pourrait tirer son nom de « Bel » : mot latin qui signifie Apollon ; ou, plus vraisemblablement vu l'antiquité du lieu, de Belenos, divinité gauloise.
- Beligny pourrait tirer son nom du premier habitant qui se serait nommé « Belenus ».
- Ou encore de bhla-n, une racine hydronymique indo-européenne, qui a donné des noms comme Balaine, Bligny, ou Blagny (Noms de lieux de Bourgogne - plus de 1200 noms, Gérard Taverdet, Ed. Christine Bonneton, 2007).

## Histoire
De Charlemagne à la Révolution
Ainsi, Bligny aurait été donnée peu après Charlemagne au VIIIe siècle à l'évêché d'Autun. Le cartulaire de la cathédrale d'Autun en témoigne. Bligny aurait été donnée par Louis le Bègue en 879 et ce don fut confirmé par Boson la même année. En 893, l'évêque d’Autun Adalgaire fit don des terres de Bligny à l'église Saint-Nazaire d'Autun. Une bulle pontificale vint confirmer en 921 le fait que Bligny appartenait à l’église d’Autun (voir le Cartulaire de l'église d'Autun par Anatole de Charmasse, Société éduenne des lettres, sciences et arts (Autun), publié par A. Durand, 1865).
Au cours du Moyen Âge, Bligny-sur-Ouche se trouvait dans une position assez originale. En effet, Bligny était une terre appartenant à l'église d'Autun et cela jusqu'aux événements de 1789. Les ducs de Bourgogne ont tenté de s'approprier cette terre mais sans succès. Il existe un excellent article de l'historien Jean Richard sur cette lutte entre les deux autorités. Ainsi, les ducs de Bourgogne s’étaient déclarés « garde de la terre » de Bligny et par conséquent souhaitaient imposer un impôt en guise de compensation. L'évêque Aganon d’Autun s'opposa fermement à un des sbires du duc, Raginaud, sire de Mont Saint Jean. Par un jugement de 1076-77, ayant été précisément commenté par l'historien Jean Richard, l'église fut remise dans ses droits.
Quoi qu'il en soit, la « Poûté de Beligny » était gouvernée par des doyens ou des majordomes, le premier d'entre eux fut un certain Ginoardus. Cette fonction devint héréditaire et la famille dépositaire de cette fonction prit le nom de Le Maire ou Maire. Ainsi, en 1257, la Mairie de Bligny est recensée comme « fief roturier et héréditaire ». La gestion effective de la Poûté était cependant sous la tutelle d'un bailli.
Ainsi, un certain Jean Le Maire, seigneur de la Bondue (titre associé aux terres de Bligny) et procureur fiscal aux bailliages d'Autunet de Montcenis fut anobli par lettres de 1469 et devint procureur général du duc Charles le Téméraire dans le duché et le comté de Bourgogne, et continua à exercer cette charge après la réunion du duché à la couronne. La note précise que la famille Le Maire était originaire de Bligny-sur-Ouche et a produit au XVIe siècle un président du bureau des trésoriers de France à Dijon. La note joint aussi la description des Armes de la famille Le Maire : d'or, à deux fouets mis en pal et adossés d'azur ; au chef de même chargé de deux étoiles d'or à six rais (Revue nobiliaire historique et biographique, Louis Sandret, publié par J.B. Dumoulin, 1866). On retrouve une trace de ces armes actuellement peinte dans un tableau représentant la scène du Christ (tableau situé dans l'église de Bligny au-dessus de la sacristie).
Le château fort fut démantelé en 1478 par ordre de Louis XI, reconstruit en 1485, puis détruit en 1855.
Histoire de Bligny après les évènements de 1789
Bligny s'est enrichi progressivement grâce au commerce de soie. De nombreuses jurisprudences (source d'information à part entière) relatent de la vie bélinoise. Ainsi deux tanneurs ex nobles furent condamnés par un tribunal révolutionnaire en 1791 ; des clubs politiques furent créés sous la monarchie de Juillet. Il y eut un tremblement de terre en 1841 : « entre minuit et minuit et demi, secousses assez fortes pour avoir remué les meubles » (Mémoires couronnés par l'Académie royale des sciences et belles-lettres de Bruxelles, 1845) ; le grand-père maternel de l'écrivain Michel Tournier qu'il décrit dans son essai Le Vent Paraclet était pharmacien de Bligny-sur-Ouche (Tournier, par Jacques Poirier, Éd. Echelle de Jacob, 2005). Un arrêt célèbre du Conseil d’État a pour origines des faits qui se sont produits à Bligny (18 novembre 1949 - Demoiselle Mimeur- Rec. Lebon p. 492).
Seconde Guerre mondiale
Le numéro de décembre 1941 du journal clandestin des communistes allemands (KPD) et autrichiens (KPÖ) fait état d'une mutinerie de soldats allemands stationnés dans la commune.
Bligny a bénéficié d'une gare sur la ligne de Dijon-Ville à Épinac.

## Politique et administration
| Période                                  | Période   | Identité        | Étiquette | Qualité                    |
| ---------------------------------------- | --------- | --------------- | --------- | -------------------------- |
| mars 1983                                | mars 1995 | Michel Cahouet  |           |                            |
| Les données manquantes sont à compléter. |           |                 |           |                            |
| mars 2001                                | mars 2014 | Michèle Barbier |           |                            |
| mars 2014                                | en cours  | Denis Myotte    |           | Retraité Fonction publique |

## Démographie
L'évolution du nombre d'habitants est connue à travers les recensements de la population effectués dans la commune depuis 1793. Pour les communes de moins de 10 000 habitants, une enquête de recensement portant sur toute la population est réalisée tous les cinq ans, les populations de référence des années intermédiaires étant quant à elles estimées par interpolation ou extrapolation. Pour la commune, le premier recensement exhaustif entrant dans le cadre du nouveau dispositif a été réalisé en 2004.

En 2022, la commune comptait 815 habitants, en évolution de −2,74 % par rapport à 2016 (Côte-d'Or : +0,82 %, France hors Mayotte : +2,11 %).
| 1793  | 1800  | 1806  | 1821  | 1831  | 1836  | 1841  | 1846  | 1851  |
| ----- | ----- | ----- | ----- | ----- | ----- | ----- | ----- | ----- |
| 1 075 | 1 160 | 1 178 | 1 258 | 1 254 | 1 302 | 1 395 | 1 475 | 1 504 |

| 1856  | 1861  | 1866  | 1872  | 1876  | 1881  | 1886  | 1891  | 1896  |
| ----- | ----- | ----- | ----- | ----- | ----- | ----- | ----- | ----- |
| 1 417 | 1 393 | 1 390 | 1 294 | 1 300 | 1 269 | 1 233 | 1 219 | 1 084 |

| 1901  | 1906  | 1911  | 1921 | 1926 | 1931 | 1936 | 1946 | 1954 |
| ----- | ----- | ----- | ---- | ---- | ---- | ---- | ---- | ---- |
| 1 075 | 1 091 | 1 045 | 839  | 874  | 876  | 832  | 795  | 671  |

| 1962 | 1968 | 1975 | 1982 | 1990 | 1999 | 2004 | 2006 | 2009 |
| ---- | ---- | ---- | ---- | ---- | ---- | ---- | ---- | ---- |
| 751  | 750  | 719  | 765  | 745  | 750  | 807  | 814  | 863  |

| 2014 | 2019 | 2022 | - | - | - | - | - | - |
| ---- | ---- | ---- | - | - | - | - | - | - |
| 848  | 811  | 815  | - | - | - | - | - | - |

## Économie

### Commerce, artisanat
La ville de Bligny-sur-Ouche est connue pour accueillir « la fête de la patate » qui a lieu chaque année le dernier weekend d'août.
L'édition 2019 « par ici le gratin » fut un succès avec près de 3 000 visiteurs dans le weekend tandis que l'édition 2020 « pas de poil dans ma poêle » n'aura pas eu lieu à cause du covid 19.

### Tourisme

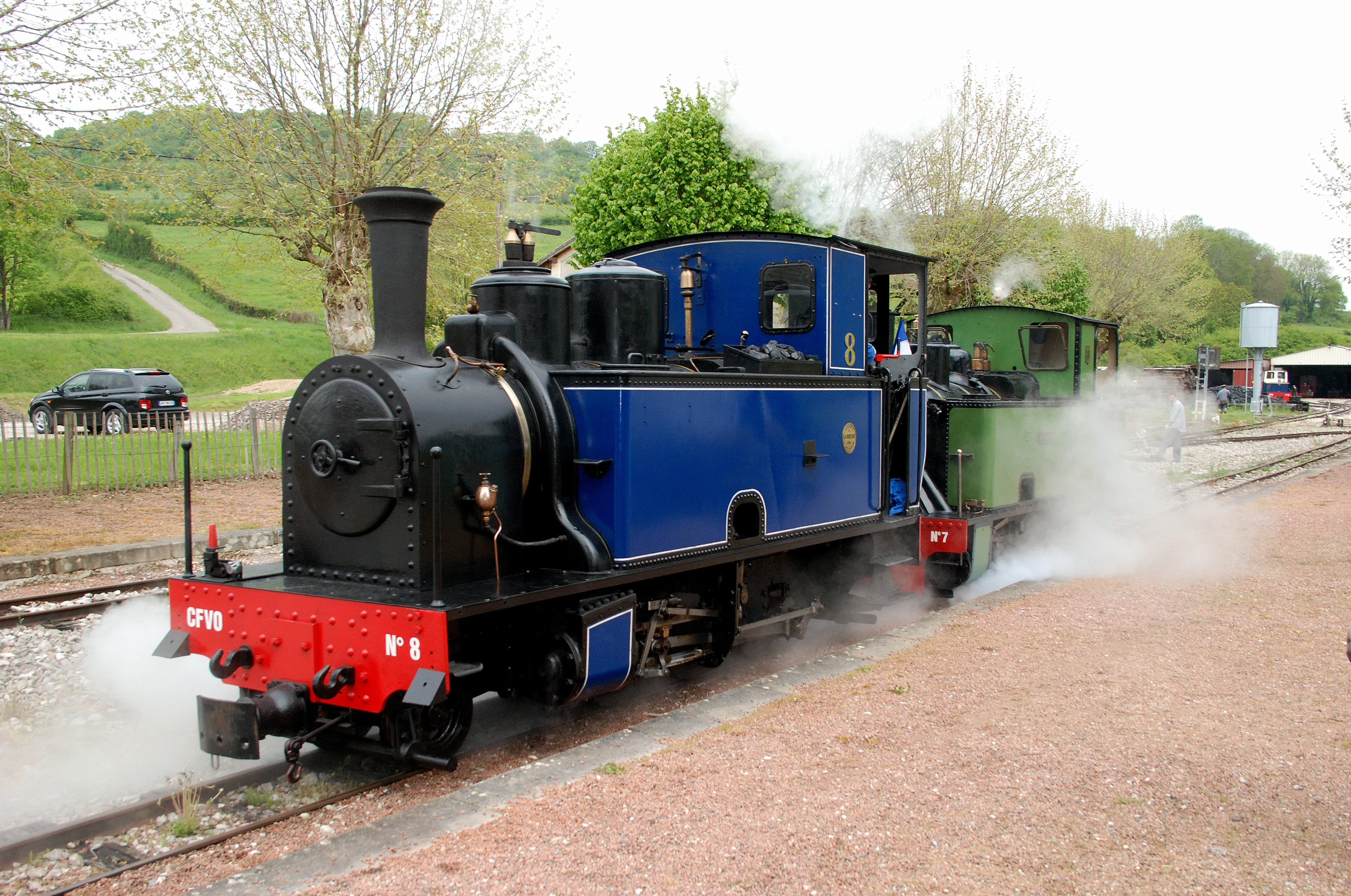
Le train touristique de la vallée de l'Ouche.

À la bonne saison au départ de Bligny vers Pont-d'Ouche et retour, le chemin de fer touristique de la vallée de l'Ouche fonctionne avec des machines à vapeur sur voie de 60 cm, installé en 1978 sur 7 km de l'emprise de l'ancien chemin de fer d'Épinac, construit de 1829 à 1835, qui allait d'Épinac au canal de Bourgogne.

## Sites, lieux et monuments

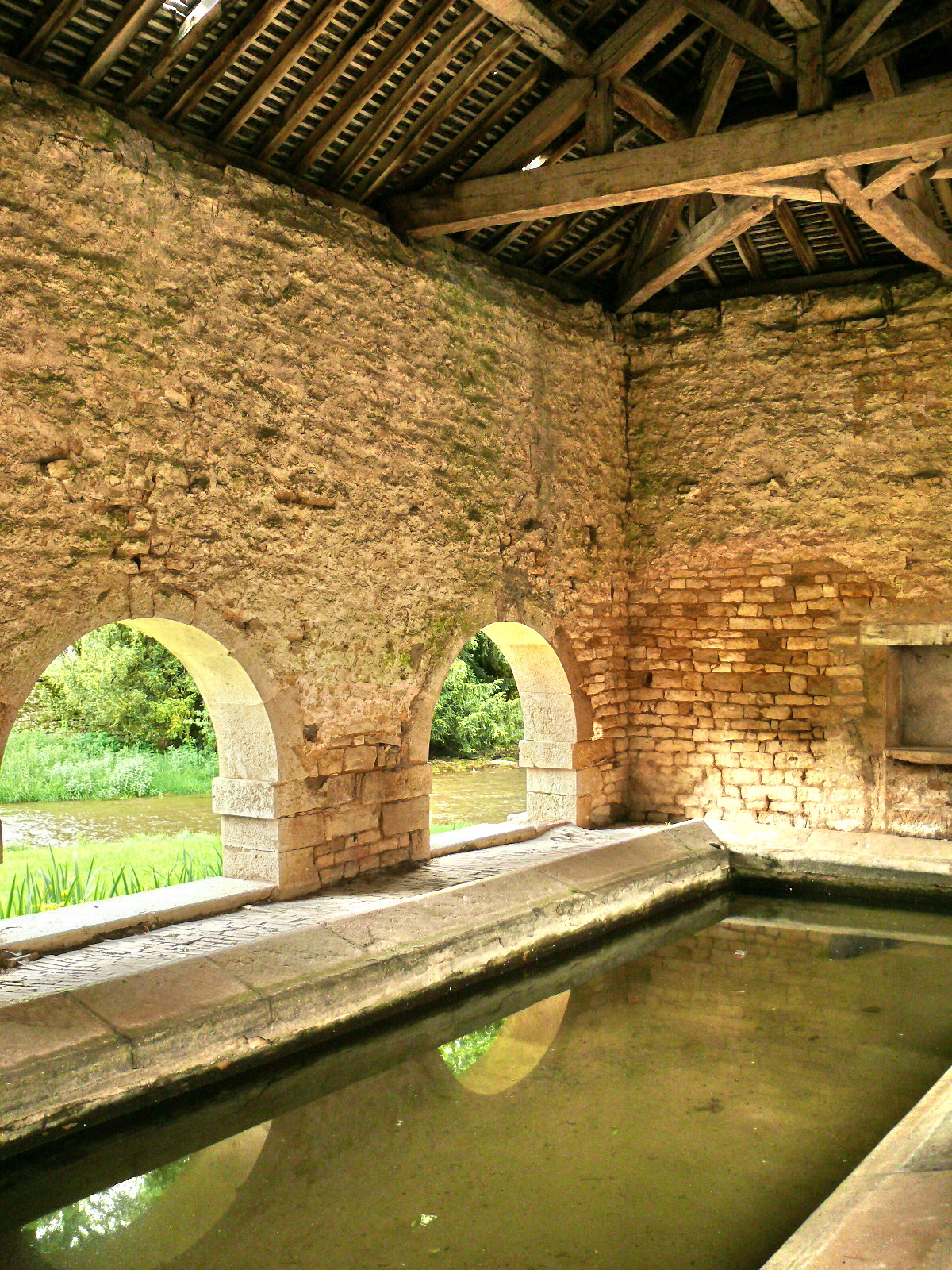
L'intérieur de l'ancien lavoir.

- Église Saint-Germain-d'Auxerre (ancienne chapelle du château), du XIIIe siècle, remaniée à plusieurs reprises, avec un clocher pyramidal du XVe siècle.

Le clocher de l'église Saint-Germain-d'Auxerre fait l'objet d'une inscription au titre des Monuments historiques depuis le 7 décembre 1925.
- Musée des outils du bois et de la vie paysanne.
- Lavoir, puits et 12 anciens moulins sur le cours de l'Ouche.
- Bâtiment et grange du chapitre.
- Maisons anciennes, notamment rue de l'Église.
- Ancien relais de diligence, devenu restaurant.

### Zones naturelles protégées
- Forêt domaniale de Bligny-sur-Ouche.
- La falaise d'Oucherotte est classée Zone naturelle d'intérêt écologique, faunistique et floristique de type I, sous le numéro régional no 10040000[20].

### Personnalités liées à la commune
- François Gilliot, homme politique né à Bligny en 1822, conseiller général et député de la Saône-et-Loire.
- Daniel Rousseau, né en 1951, écrivain, comédien et metteur en scène, a passé son enfance à Bligny.

### Héraldique
| Blason de Bligny-sur-Ouche | Les armes de Bligny-sur-Ouche se blasonnent ainsi : De gueules à l'arc d'or posé en barre décochant une flèche d'argent posée en bande. |